# Cattedrale di Roermond
La cattedrale di San Cristoforo o cattedrale di Roermond (in olandese Christoffelkathedraal) è il principale luogo di culto cattolico di Roermond e cattedrale della diocesi di Roermond.
La costruzione dell'edificio iniziò nel 1410 per terminare nel XVI secolo. La chiesa fu elevata a cattedrale nel 1661, un secolo dopo l'istituzione della diocesi nel 1559.